# Melipotis bisinuata
Melipotis bisinuata är en fjärilsart som beskrevs av Felder 1874. Melipotis bisinuata ingår i släktet Melipotis och familjen nattflyn. Inga underarter finns listade i Catalogue of Life.